# Distrikt San Andrés de Tupicocha
Der Distrikt San Andrés de Tupicocha liegt in der Provinz Huarochirí in der Region Lima im zentralen Westen von Peru. Der Distrikt wurde am 31. Dezember 1943 gegründet. Er besitzt eine Fläche von 96,5 km². Beim Zensus 2017 wurden 1434 Einwohner gezählt. Im Jahr 1993 lag die Einwohnerzahl bei 1543, im Jahr 2007 bei 1423. Sitz der Distriktverwaltung ist die 3606 m hoch gelegene Ortschaft San Andrés de Tupicocha mit 780 Einwohnern (Stand 2017). San Andrés de Tupicocha befindet sich 20 km südwestlich der Provinzhauptstadt Matucana.

## Geographische Lage
Der Distrikt San Andrés de Tupicocha befindet sich in der peruanischen Westkordillere im zentralen Westen der Provinz Huarochirí. Der Distrikt liegt im Bergland südlich des Río Rímac.
Der Distrikt San Andrés de Tupicocha grenzt im Süden und im Südwesten an den Distrikt Antioquía, im Westen an den Distrikt Santiago de Tuna, im Nordwesten an den Distrikt San Bartolomé, im Nordosten an den Distrikt Surco sowie im Osten an den Distrikt San Damián.